# Cotxeres de la Companyia General d'Autobusos
Les cotxeres de la Companyia General d'Autobusos són un conjunt arquitectònic del Poblenou de Barcelona, catalogat com a bé amb elements d'interès (categoria C).

## Història
La Companyia General d'Autobusos de Barcelona (CGA) va ser constituïda el 22 de març del 1922, i inicialment disposava d'uns tallers i garatge provisionals al carrer de Nàpols. El 1924, les cotxeres es van traslladar a una nau del carrer dels Almogàvers que havia allotjat l'empresa metal·lúrgica Aceros San Martín, mentre que els tallers eren a una altra nau del carrer de Vilanova (actualment Sancho de Ávila).
El 1928, l'arquitecte Josep Alemany va projectar-hi una ampliació de les cotxeres amb una nau central amb façana al carrer de Sant Quintí (actualment Ciutat de Granada), així com un edifici d'oficines i magatzem al carrer de Lutxana (actualment Roc Boronat) i les reixes d'entrada al pati d'illa. El 1940, les instal·lacions van passar a mans de la companyia Tramvies de Barcelona, un dels embrions de l'actual Transports Metropolitans de Barcelona (TMB).
Les cotxeres van tancar el 15 d'abril del 2007, i posteriorment van ser enderrocades parcialment. A l'interior d'illa hi ha les noves places de Dolors Piera i d'Isabel Vila, així com un bloc d'habitatges de promoció municipal. El 2021 van començar les obres del Nou Hospital Evangèlic al carrer de la Ciutat de Granada, que integra la façana catalogada.

## Descripció

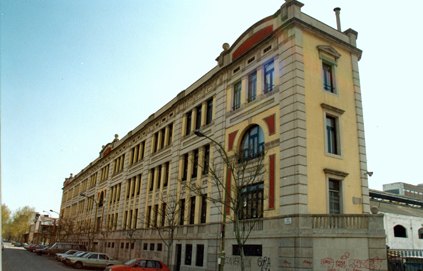
Edifici de la CGA vist des del carrer de Sancho d'Àvila

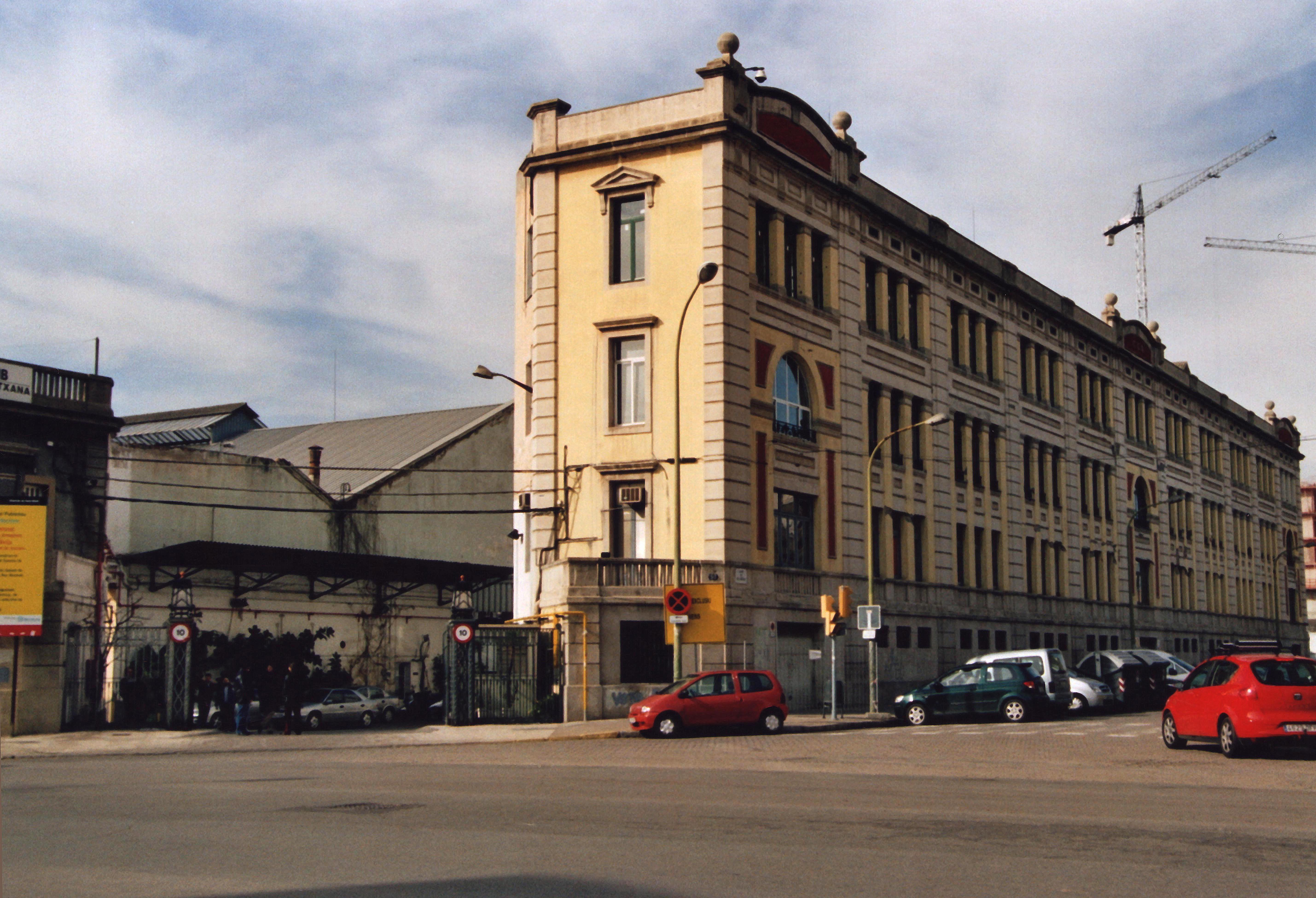
Edifici de la CGA vist des del carrer dels Almogàvers

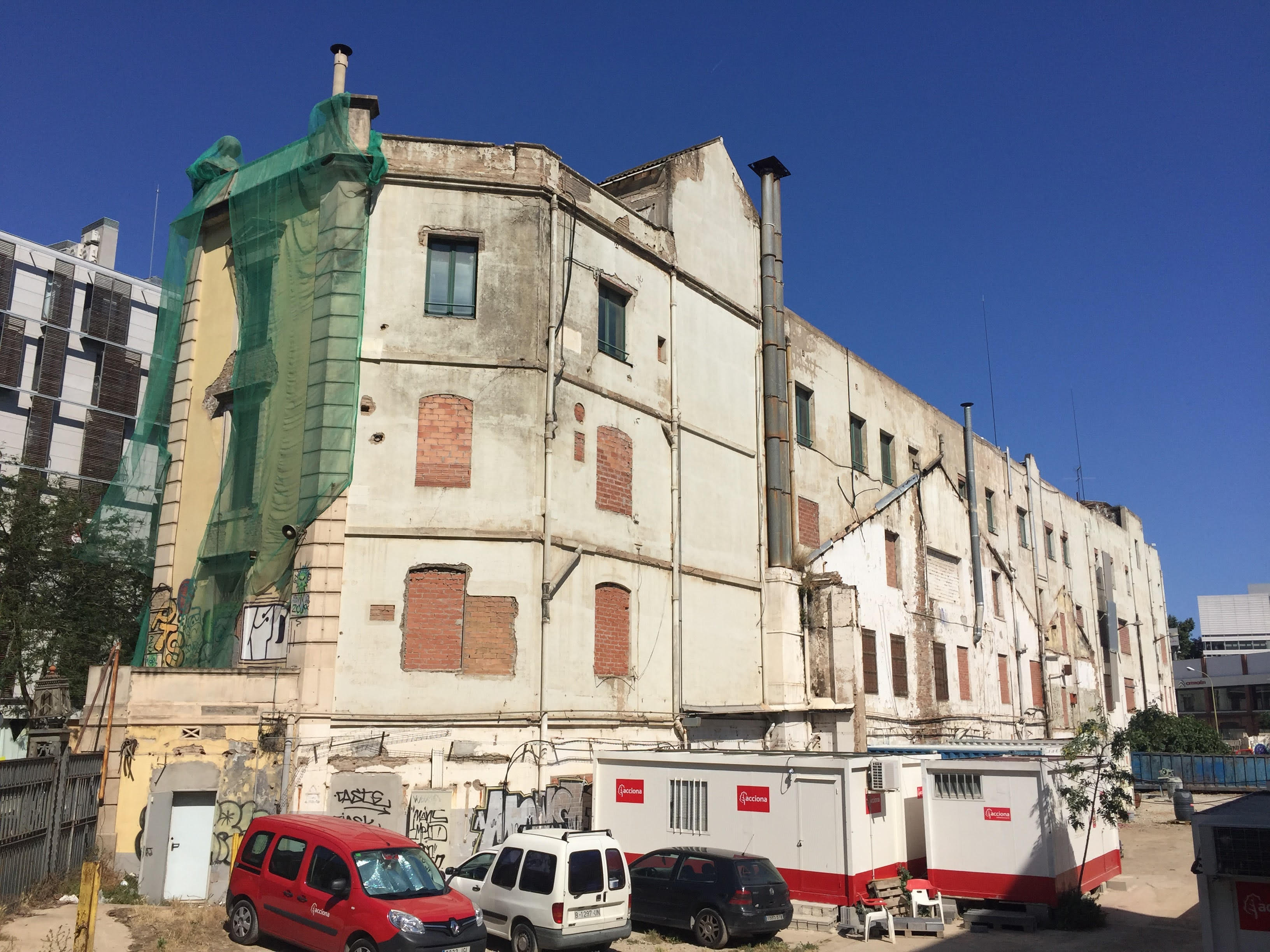
Edifici de la CGA vist des del pati d'illa

De les instal·lacions de la CGA destaca l'imponent edifici amb façana al carrer de Roc Boronat, format per una sola crugia amb planta baixa (destinada a magatzem) i tres pisos (destinats a oficines). Als dos xamfrans es conserven les reixes d'entrada al pati d'illa, un dels millors exemples d'art déco que queden a Barcelona.
Al carrer de la Ciutat de Granada es conserva la façana de la nau principal de les cotxeres, amb una gran porta d'accés decorada amb línies geomètriques molt marcades.